# Тараканчиков, Николай Ильич
Николай Ильич Тараканчиков (18 мая 1919, Калужская губерния — 25 декабря 1943, Запорожская область) — заместитель командира эскадрильи 686-го Севастопольского Краснознамённого штурмового авиационного полка 289-й штурмовой авиационной дивизии 7-й штурмовой авиационный корпус 8-й воздушной армии 4-й Украинский фронт, старший лейтенант. Герой Советского Союза.

## Биография
Родился 18 мая 1919 года в деревне Борисово. Член ВКП(б)/КПСС с 1943 года. Окончил 7 классов. С 1936 года жил в Ленинграде. Работал на целлюлозно-бумажной фабрике. Одновременно учился в гражданской лётной школе.
В Красной Армии с 1938 года. Окончил Чугуевскую военную авиационную школу лётчиков и лётчиков-наблюдателей в 1939 году. На фронте в Великую Отечественную войну с ноября 1941 года. В составе 686-го ночного бомбардировочного авиационного полка ВВС 49-й армии Западного фронта старший сержант Тараканчиков совершил несколько успешных боевых вылетов, за что в апреле 1942 года был награждён медалью «За отвагу».
С февраля 1942 года лётчик 686-го штурмового авиационного полка младший лейтенант Тараканчиков участвовал в боях под Сталинградом. На самолёте Ил-2 совершил 33 боевых вылета на штурмовку войск и объектов противника. За 23 из них, в ходе которых группы, где летал Тараканчиков, уничтожили 149 танков, 366 автомашин, пять самолётов на аэродромах и около 3500 солдат и офицеров врага, разбили четыре переправы через Дон, подавили огонь восьми батарей зенитной артиллерии, двух батарей пушечной артиллерии, семи миномётных батарей, создали 53 очага пожаров, приказом по войскам Юго-Восточного фронта № 13/н от 28 сентября 1942 года награждён орденом Ленина. Кроме того, в воздушных боях он сбил два самолёта противника. Был ранен.
С февраля 1943 года — на Южном фронте. Совершил 89 боевых вылетов. За первые пятнадцать вылетов в качестве ведущего группы был награждён орденом Красного Знамени. Особо отличился в боях на мелитопольском направлении.
Выполняя боевые задания во главе штурмовых групп, совершил 25 боевых вылетов, в которых лично уничтожил двенадцать танков, восемнадцать автомашин, три самоходные пушки и до 350 солдат и офицеров врага, подавил огонь семи зенитных батарей, создал шесть очагов пожара, взорвал склад боеприпасов.
Заместитель командира эскадрильи 686-го штурмового авиационного полка 289-й штурмовой авиационной дивизии 7-го штурмового авиационного корпуса 8-й воздушной армии 4-го Украинского фронта старший лейтенант Тараканчиков к концу октября 1943 года совершил 126 боевых вылетов, уничтожил значительное количество боевой техники и живой силы противника.
Указом Президиума Верховного Совета СССР от 1 ноября 1943 года за образцовое выполнение заданий командования и проявленные при этом мужество и героизм старшему лейтенанту Тараканчикову Николаю Ильичу присвоено звание Героя Советского Союза.
Награждён двумя орденами Ленина, орденом Красного Знамени, медалью «За отвагу».
25 декабря 1943 года старший лейтенант Н. Тараканчиков не вернулся с боевого задания. Похоронен в селе Днепровка Каменско-Днепровского района Запорожской области.

### Семья
Отец — Илья Филиппович Тараканчиков.